# القاحة
القاحة قرية من قرى محافظة بدر في منطقة المدينة المنورة في السعودية، تقع في جنوب غرب المدينة المنورة، تسكن بها قبيلة صبح وقبيلة عوف من قبائل حرب

## التاريخ
قال في «معجم البلدان»: القاحة بالحاء المهملة قاحة الدار وباحتها واحد وهو وسطها وقاحة: مدينة على ثلاث مراحل من المدينة قبل السقيا بنحو ميل قال نصر: موضع بين الجحفة وقديد.
قال البكري:....وروى عبد الرزاق عن داود بن قيس قال: سمعت عبيد الله بن عبد الله بن أقرم يحدث عن أبيه أنه كان مع أبيه بالقاحة من نمرة فمر بنا ركب فأناخوا بناحية الطريق فقال لي أبي: أي بني كن مع بهمنا حتى أدنو من هؤلائك الركب.
قال: فدنا منهم ودنوت معه فأقمت الصلاة فإذا رسول الله فيهم قال: وكنت أنظر إلى عفرة أبطي رسول الله كلما سجد.
ويأتي صاحب «المناسك» في القرن الثالث الهجري فيمر مع القاحة حاجا فيصف هذا الطريق وصفا حسنا فيقول: ومن الطلوب إلى السقيا ستة أميال وهي بئر فتحها ثلاثة أذرع ماؤها غليظ.

## من قرى وادي القاحة
أم البرك: كانت مدينة عامرة في العصور المتقدمة حتى أن الجغرافين كانوا يحددون بها ويضيفون إليها ماحولها وكان اسمها (السقيا) فسميت أم البرك لكثرة ما أنشئ فيها من السقايات. وعن نظام القوافل القديم كانت أم البرك (السقيا) تبتعد عن مكة سبع مراحل وعن المدينة ثلاث مراحل.
- الحفاة: بفتح المهملة ومد الفاء: محطة للجمال على مرحلة من السقيا مما يلي المدينة وهي اليوم منهل صغير لا يمر به غير طريق البادية وليس بها من الحياة إلا أقلها.

## الأماكن التاريخية في وادي القاحة
- الطلوب: قال البكري على سبعة أميال من السقيا بئر الطلوب وهي بئر عادية وهي التي اطلع فيها معاوية فأصابته اللقوة فأغذ السير إلى مكة. إلى أن يقول: وعلى إثر الطلوب لحي جمل ماء وهو الذي احتجم فيه رسول الله على وسط رأسه وهو محرم وفي رواية وهو صائم وفي أخرى: وهو صائم محرم.
- لحي جمل: عن صاحب «المناسك» أيضا:.......وعلى ميل من الطلوب مسجد للنبي صلى الله عليه وسلم وهو بين لحي جمل.
- عسكر: مزارع نخل، صدقات الحسين بن زيد وفيها من الآبار المطوية بالخشب يزرع عليها أصناف الخضر ثلاثون بئرا ماؤها عذب.
- عين القشيري: لعبد الله ابن الحسين العلوي كثيرة الماء شروب.

## وصلات خارجية
http://www.alqaha.com
http://www.harb-net.com
http://alqaha.com/: